# La Femme de Paul
La Femme de Paul est une nouvelle de Guy de Maupassant parue en 1881.

## Historique
La Femme de Paul est initialement publiée dans le recueil La Maison Tellier, paru en 1881. Avec Au printemps, il s'agit d'une des deux nouvelles inédites écrites pour compléter ce recueil dédié au canotage et à l'eau en général.
Cette nouvelle traite de la découverte par un homme du lesbianisme de la femme aimée.

## Résumé
Paul Baron, que tout le monde surnomme Monsieur Paul, emmène Madeleine, sa maîtresse, faire de la yole sur la Seine. Ils vont vers La Grenouillère, un établissement de bains qui fait guinguette. Il y a là les habituels promeneurs du dimanche, des demi-mondaines qui cherchent un pigeon, des ivrognes, la crapulerie distinguée de Paris.
Lorsqu'arrive un canot avec quatre femmes à bord, tous les hommes de la guinguette hurlent « lesbos ». Paul les siffle, ce qui énerve Madeleine, et la dispute dégénère entre les amoureux. D'ailleurs Madeleine, qui connait Pauline, une des filles, les rejoint, et il est convenu qu'elle les rejoigne le soir même. Paul lui fait une scène, elle lui dit que la porte est ouverte.
Le soir, quand il découvre Madeleine criant son bonheur, allongée dans un fourré avec Pauline, il fuit, ne pouvant supporter la vérité, et se jette dans la rivière. On ramène son corps à la Grenouillère, mais Madeleine ne le pleurera pas longtemps, se faisant consoler par Pauline. 

## Édition française
- La Femme de Paul, dans Maupassant, contes et nouvelles, texte établi et annoté par Louis Forestier, Bibliothèque de la Pléiade (no 253), éditions Gallimard, 1974  (ISBN 2-07-010805-8).